# Tipula senega
Tipula senega är en tvåvingeart som beskrevs av Alexander 1915. Tipula senega ingår i släktet Tipula och familjen storharkrankar. Inga underarter finns listade i Catalogue of Life.